# 亜連 (俳優)
亜連（あれん、5月30日 - ）は、日本の俳優。東京都出身。コンプリート☆キッズ所属。

## 出演

### 映画
- FLY-DEATH AILAND- 主演：刹那王馬 役（2022年3月8日公開）
- BACK FIGHTER（2022年3月8日公開）
- 極道兄弟
- ヤンキーロード
- 喧嘩上等天下高校
- TO-BE
- ブラックスクール3部作